# 宇都宮太郎
宇都宮 太郎（うつのみや たろう、文久元年3月18日（1861年4月27日） - 1922年（大正11年）2月15日）は、日本の陸軍軍人。階級は陸軍大将、位階・勲等は正三位勲一等功三級。
イギリス大使館付武官、参謀本部第二部長、第7師団長、第4師団長、三・一運動時の朝鮮軍司令官、軍事参議官を歴任した。桂太郎、仙波太郎と共に「陸軍の三太郎」と呼ばれる。最近15年分の日記を遺族が公開し、2007年4月から11月にかけて出版された。いわゆる「佐賀の左肩党」の盟主で、皇道派の荒木貞夫・真崎甚三郎の庇護者でもあった。子息にミノファーゲン社長・衆議院議員の宇都宮徳馬。

## 系譜
佐賀鍋島藩士、亀川貞一の四男として生まれる。その後、宇都宮十兵衛泰源の養子となる。宇都宮家は、筑後国柳川城主の蒲池氏の家老・蒲池鎮久の子の蒲池貞久を祖とする諫早宇都宮氏の流れを汲む。
先妻・寿満子は堤董真の娘、後妻・スマは貴族院議員の鍋島幹の娘。長男の徳馬は衆議院議員、後に参議院議員。五・一五事件の首謀者で海軍中尉だった三上卓の妻・宇都宮わかは、太郎の姪（義兄弟の娘）にあたる。同じく太郎の姪にあたる宇都宮玉枝（わかの姉）は，1932年に佐賀選挙区から選出された立憲政友会所属の衆議院議員田口文次の息子で朝鮮銀行に勤務していた田口末雄に嫁いだ。

## 略歴
攻玉社を経て1879年（明治12年）4月に陸軍幼年学校生徒となり、1882年（明治15年）に陸軍士官学校に進学。士官生徒第7期で、島川文八郎大将と同期。
1885年（明治18年）6月、士官学校を卒業し陸軍歩兵少尉、歩兵第5連隊附を命ぜられる。翌1886年（明治19年）4月に近衛歩兵第4連隊附となり1888年（明治21年）11月に中尉に進級し、陸軍大学校に入校する。
1890年（明治23年）12月に陸軍大学校（6期）を卒業。1892年（明治25年）4月、参謀本部附を命ぜられる。翌1893年（明治26年）11月大尉に進み、同12月からインドに出張。翌年11月に帰国して参謀本部第二局員となる。1894年（明治27年）7月からの日清戦争では大本営陸軍参謀として、情報収集・分析業務に当たる。1895年（明治28年）５月、乙末戦争に出征（台湾副総督：高島鞆之助）。1896年（明治29年）5月から参謀本部第三部員に移り、1898年（明治31年）10月に少佐に進級する。
1901年（明治34年）1月に駐イギリス大使館附武官に就任。ロンドンに在って1903年（明治36年）1月に中佐、1905年（明治38年）3月には大佐に進級する。この間、日露戦争中には明石元二郎・駐スウェーデン大使館附武官によるロシア弱体化のための工作活動（いわゆる明石工作）を支援。
1906年（明治39年）3月に帰国して4月から陸軍大学校幹事となる。同年4月1日、功三級金鵄勲章を受章。翌1907年（明治40年）5月から歩兵第1連隊長となり、1908年（明治41年）12月には参謀本部第2部長に就任する。翌年1月には少将に進級。1911年（明治44年）に中国で起きた辛亥革命では清朝保護の立場を取った政府方針に反し、密かに三菱合資会社社長・岩崎久弥から資金援助を受けて革命派の支援を行う。
1914年（大正3年）5月の中将進級を以って、第7師団長に親補される。1916年（大正5年）8月には第4師団長に移り、1918年（大正7年）7月に朝鮮軍司令官となる。1919年（大正8年）11月に大将へ進み、翌1920年（大正9年）8月から軍事参議官となり在職中に死去。

## 逸話
- 反長州閥の急先鋒として有名である。日記には長州閥に対する赤裸々な思いがつづられている。
- 高島鞆之助の部下であったころから高島閥であり、その縁で古参の上原閥になる。
- 川上操六が亡くなると高島を次の参謀総長に就けようとするも失敗する。さらに政友会から高島を総理大臣に出そうとするも、高島に地盤がなかったこともあり失敗している。
- 上原勇作を陸軍大臣にするべくロビー活動を行うが、連隊長時代からの好敵手であった田中義一も上原を陸相に推薦しており、図らずも共闘することとなる。このころから田中は上原閥の新参者と言われるようになるが、宇都宮にとっては軒先貸して母屋を取られることになっていく。
- 上原が陸相になるとその周囲に反長州閥の同志を送りこむ。井戸川辰三を秘書官に、奈良武次を高級副官にしている。また、上原が陸相を辞任しようとすると頑強に反対している。
- 陸軍大学校幹事時代に寺内寿一の成績について中の上と評価している。
- 秋山真之とは親友であった。
- 朝鮮軍司令官になった際は、柴五郎よりも自分を優先した上原の配慮に理解を示しつつも、軍事参議官の後に予備役に入れられてしまうだろうと予測している。しかし、宇都宮以後の朝鮮軍司令官経験者の多くは陸軍三長官になっており、宇都宮も存命であれば参謀総長になっていた可能性は高い。
- 朝鮮併合が1919年の三・一運動を招いたことについて「納得せざる婦女と無理に結婚せしが如く。甚だ過れり」と評した[2]。
- 宇都宮亡き後、その派閥は武藤信義に引き継がれ、田中と袂を分かった上原の支援を受けることとなる。

## 栄典
位階
- 1885年（明治18年）9月16日 - 正八位[3]
- 1893年（明治26年）12月27日 - 正七位[4]
- 1898年（明治31年）10月31日 - 従六位[5]
- 1903年（明治36年）4月10日 - 正六位[6]
- 1905年（明治38年）4月7日 - 従五位[7]
- 1909年（明治42年）4月20日 - 正五位[8]
- 1914年（大正3年）4月30日 - 従四位[9]
- 1916年（大正5年）5月20日 - 正四位[10]
- 1919年（大正8年）6月10日 - 従三位[11]

勲章等
- 1889年（明治22年）11月29日 - 大日本帝国憲法発布記念章[12]
- 1901年（明治34年）12月28日 - 勲四等旭日小綬章[13]
- 1902年（明治35年）5月10日 - 明治三十三年従軍記章[14]
- 1906年（明治39年）4月1日 - 功三級金鵄勲章・勲三等旭日中綬章・明治三十七八年従軍記章[15]
- 1914年（大正3年）11月30日 - 勲二等瑞宝章[16]
- 1915年（大正4年）11月10日 - 大礼記念章[17]
- 1920年（大正9年）
  - 1月30日 - 勲一等瑞宝章[18]
  - 11月1日 - 旭日大綬章・大正三年乃至九年戦役従軍記章[19]・戦捷記章[20]

## 文献
- 宇都宮太郎、宇都宮太郎関係資料研究会、岩波書店刊。
  - 『日本陸軍とアジア政策 1 - 陸軍大将宇都宮太郎日記』2007年4月。
  - 『日本陸軍とアジア政策 2 - 陸軍大将宇都宮太郎日記』2007年7月。
  - 『日本陸軍とアジア政策 3 - 陸軍大将宇都宮太郎日記』2007年11月。